# 王官
王官（1492年—1540年），字惟人，號空谷，陝西寧夏左屯衛人，軍籍，明朝政治人物。

## 生平
正德八年（1513年）癸酉科陝西鄉試第三十二名舉人。正德十二年（1517年）中式丁丑科會試第一百三十七名，登第三甲第三十五名進士。吏部观政，初授重庆府推官。嘉靖元年（1522年）二月選授浙江道试監察御史，三年巡按直隶、宣大，四年宁夏总兵官种勋遣人行贿京师，被东厂所缉，事連王官，九月王官坐贪污，诏削职为民，并夺其父王文进敕命。

## 家族
曾祖王誠；祖父王清，義官；父王文進，母林氏。重庆下。弟王寀、王賓。